# Gare de Sablé-sur-Sarthe
La gare de Sablé-sur-Sarthe est une gare ferroviaire française de la ligne du Mans à Angers-Maître-École, située à dix minutes du centre de la ville de Sablé-sur-Sarthe, dans le département de la Sarthe, en région Pays de la Loire.
Elle est mise en service en 1863 par la compagnie des chemins de fer de l'Ouest. C'est aujourd'hui une gare de la Société nationale des chemins de fer français (SNCF), desservie par des TGV et par des trains TER Pays de la Loire circulant entre Le Mans et Nantes ou Angers-Saint-Laud.

## Situation ferroviaire
Établie à 41 m d'altitude, la gare de Sablé-sur-Sarthe est située au point kilométrique (PK) 258,933 de la ligne du Mans à Angers-Maître-École, entre les gares de Noyen et de Morannes. C'est un nœud ferroviaire avec la ligne de Sablé à Montoir-de-Bretagne, toujours ouverte en 2010 au trafic fret jusqu'à Château-Gontier, et la ligne d'Aubigné-Racan à Sablé (permettant de se rendre à La Flèche), fermée à tout trafic.

## Histoire
La compagnie des chemins de fer de l'Ouest met en service la station de Sablé le 23 mars 1863 lors de l'ouverture du trafic sur la voie ferrée du Mans à Sablé.
La LGV Bretagne-Pays de la Loire et la virgule de Sablé, mises en service en 2017, permettent de réduire légèrement le temps de trajet des TGV en relation avec Paris, et de créer des TER desservant la gare en reliant Nantes à Rennes via Laval et Angers sans correspondance.

## Fréquentation
De 2015 à 2023, selon les estimations de la SNCF, la fréquentation annuelle de la gare s'élève aux nombres indiqués dans le tableau ci-dessous.
| Année                      | 2015    | 2016    | 2017    | 2018    | 2019    | 2020    | 2021    | 2022    | 2023    |
| -------------------------- | ------- | ------- | ------- | ------- | ------- | ------- | ------- | ------- | ------- |
| Voyageurs                  | 542 337 | 546 858 | 566 751 | 555 714 | 584 838 | 330 700 | 455 085 | 569 915 | 617 312 |
| Voyageurs et non voyageurs | 677 921 | 683 573 | 708 439 | 694 643 | 731 047 | 413 375 | 468 856 | 712 394 | 771 640 |

## Service des voyageurs

### Accueil
Gare SNCF, elle dispose d'un bâtiment voyageurs, avec guichets, ouvert tous les jours. Elle est équipée d'automates pour l'achat des titres de transport. C'est une « Gare Accès Plus », avec des aménagements pour faciliter l'accessibilité des personnes à la mobilité réduite.

### Desserte

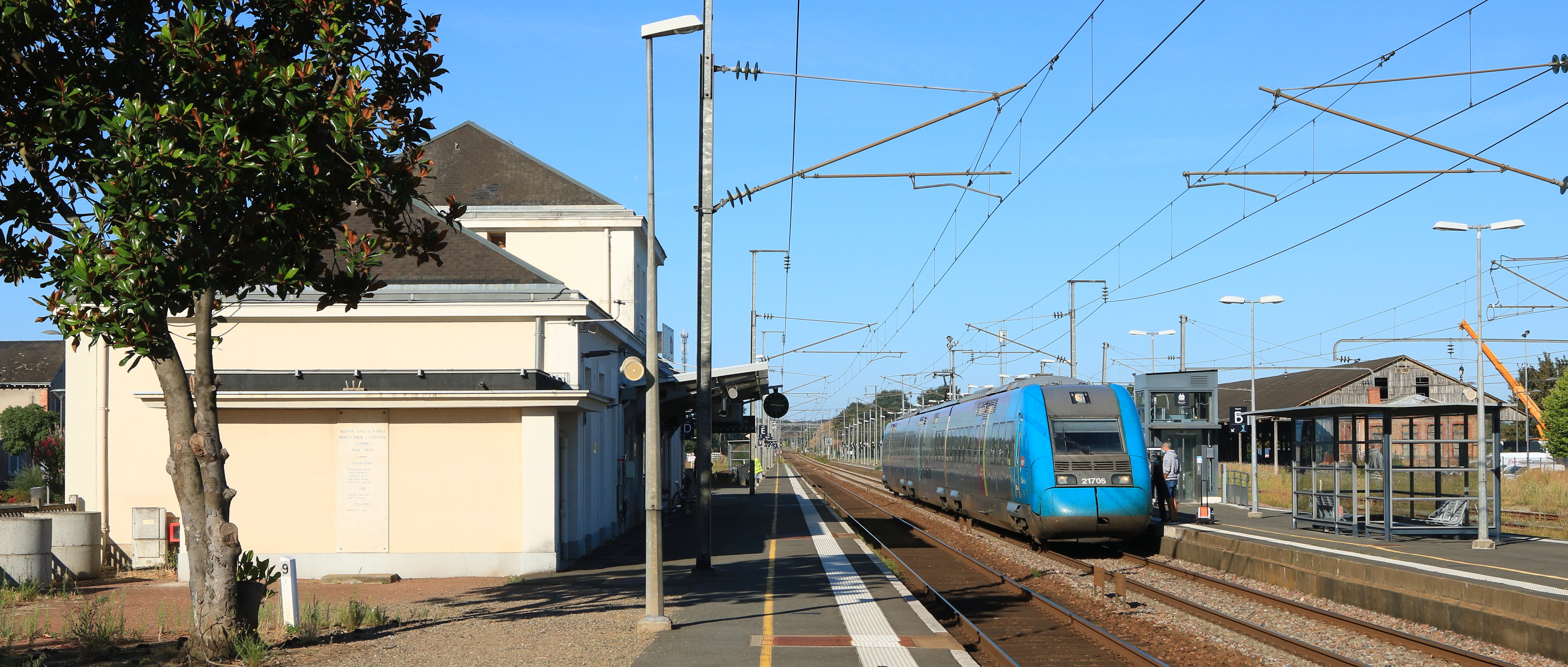
Une ZTER sur un TER Nantes - Rennes dessert la gare.

Sablé-sur-Sarthe est desservie par deux aller-retours quotidiens en TGV vers Paris en environ 1 h 15, par les TER Le Mans - Sablé - Angers - Nantes et Rennes - Laval - Sablé - Angers - Nantes.

### Intermodalité
Un pôle multimodal a été inauguré en 2013, après 7 ans de travaux. Il intègre, aux côtés de la gare, une halte routière avec dix quais, un parc pour les vélos et un parking.